# نیروگاه ذخیره تلمبه‌ای ییکسینگ
نیروگاه ذخیره تلمبه‌ای ییکسینگ (به لاتین: Yixing Pumped Storage Power Station) یک نیروگاه ذخیره تلمبه‌ای در چین است که در Yixing, Jiangsu Province واقع شده‌است.